# Eduard Sánchez
Eduard Sánchez (Bétera, provincia de Valencia, 5 de enero de 1978) es un flautista español, profesor del Conservatori Municipal de Música de Barcelona y director de la Orquesta de Flautas del conservatorio.
Realizó sus estudios de música en el Conservatorio Superior de Música de Valencia y posteriormente realizó estudios de perfeccionamiento con los maestros Willy Freivogel, Maxence Larrieu y Claudi Arimany. Su carrera artística lo llevó a trabajar junto a los artistas Claudi Arimany -con quien colabora habitualmente-, Alan Branch, Michel Wagemans, Ireneusz Jagla, Georges Kiss, Luigi Puxaddu y Glauco Bertagnin.
Formó dúos junto a la pianista Carme Vila y el pianista Ignacio Millán. Ha estrenado obras de diferentes compositores contemporáneos.
Su carrera docente se inició muy pronto, fue profesor de la Academia Coral de Valencia, profesor-asistente de C. P de Música de Sagunto y profesor de flauta travesera del Conservatori Municipal de Barcelona y Director de su Orquesta de flautas, y profesor en el Conservatorio Profesional Ignacio Monzonís de L’Eliana.
Fue invitado a participar como solista en las orquestas Vienna Residence Orchestra, Orquestra Camera Musicae,  I Musici di Vivaldi, Philarmonie Brandemburg, Südwestdeutsches Kammerorchester Germany. Internacional Chamber Orchestra

## Discografía
- 2013: La Flûte Virtuose.[7]